# Josef Hronek (kněz)
Josef Hronek (13. srpna 1890 Mladá Boleslav – 23. září 1954 Praha) byl český římskokatolický teolog, duchovní, vysokoškolský pedagog, církevní a literární historik.

## Život
Po maturitě na gymnáziu v Mladé Boleslavi studoval na pražské teologické fakultě, vysvěcen byl v roce 1913. Jako kaplan působil ve Vinoři, na Zbraslavi, ve Slaném a v Praze a dále se vzdělával studiem na Filozofické fakultě UK, kde v letech 1919‒1923 absolvoval obory pedagogika, archeologie a dějiny umění. Intenzívně se věnoval výuce náboženství na obecných a středních školách, působil rovněž jako profesor na Amerlingově učitelském ústavu v Praze.
V letech 1921‒1925 se stal na pražské teologické fakultě nejprve adjunktem a v letech 1928‒1946 suplentem pedagogiky a katechetiky s výjimkou let 1939‒1945, kdy byl nucen práci přerušit. V roce 1937 na fakultě získal doktorát teologie, v listopadu 1945 se po návratu do školy habilitoval, od dubna 1947 byl nejprve mimořádným a od září 1950 řádným profesorem pedagogiky a katechetiky. V roce 1952 převzal vedení katedry praktických oborů a od července téhož roku vykonával funkci děkana CMBF, dislokované mezitím do Litoměřic, kde zůstal až do svého úmrtí v září 1954. Tato kapitola jeho života po roce 1948, v letech tzv. budování základů socialismu, oslabuje jeho kredit, poněvadž byl loajálním nástrojem realizace státní církevní politiky.

## Dílo
Vědecká a publikační činnost J. Hronka byla rozsáhlá a zahrnuje vydání bezmála stovky monografií, učebnic, brožur, příruček, modlitebních a náboženských knih (mnohé v několika vydáních) a několika stovek příspěvků v časopisech a příležitostných tiscích, přičemž jeho hlavním oborem byla metodika vyučování náboženství, včetně tvorby učebnic náboženství pro různé stupně škol (např. známá knížka pro děti Cesta k Bohu). Publikoval i v oblasti pedagogiky, historie, církevních a literárních dějin. Věnoval se rovněž redakční práci jako editor knihovny Živé slovo, redigoval věstník Sursum, Sborník Historického kroužku a Kalendář katolického duchovenstva, pracoval rovněž v redakci Bohovědného slovníku, Časopisu katolického duchovenstva nebo Duchovního pastýře. V meziválečném období byl členem Družiny literární a umělecké v Olomouci, která sdružovala katolicky orientované tvůrce a umělce.
Z Hronkovy rozsáhlé literární produkce vybíráme:
- Katolická literatura česká doby přítomné (Praha 1924)
- Kněz v českém národním obrození (Praha 1924)
- Papež Pius XI. (Praha, G. Francl 1929)
- Česká škola národní v historickém vývoji a v dnešní podobě (Praha G. Francl 1932)
- Reforma národní školy československé: Vznik, zásady a cíle reformy národního školství v Československé republice 1918-1934 (Praha 1935)
- O současných směrech pedagogických (Praha, G. Francl 1938)
- Katechetika. Duch a forma katolického vyučování náboženského (Praha, B. Rupp 1946)
- Velký katechismus katolického náboženství (1947 – 10. vydání)
- Didaktika náboženství na školách národních a středních (Praha, ÚSČS 1950)
- Pedagogika (Praha, ČKCH 1951)
- Dějiny pedagogiky v obryse (Praha, ÚCN 1953)
- Methodika náboženské výchovy (Praha ÚCN 1953)
- Náboženská didaktika (Praha, ÚCN 1954) aj.

Z roku 1923 pochází útlá třicetistránková knížka nazvaná Dnešní směry socialismu (Hradec Králové 1923), která je kritickou analýzou představ socialistických teoretiků o novém uspořádání společnosti.